# Eisenfaden
Der Eisenfaden war ein Längenmaß in Estland. Dieser (Eisen-)Faden war etwa ein Fuß kleiner als der gewöhnliche Faden (Klafter). Das Maß galt bis zur Ersetzung im Jahr 1845 durch russische Maße. 
- 1 Eisenfaden = 7,3667 Fuß (russisch. und engl.) = 2,2453 Meter
- 100 Eisenfaden = 105,23 Saschen
- 1 Eisenfaden = 88,4 Zoll (revaler)